# Invicta Fighting Championships
Invicta Fighting Championships, também conhecido como Invicta FC, é uma organização norte americana de artes marciais mistas, que promove apenas o MMA feminino. A organização foi fundada em 2012 por Janet Martin e Shannon Knapp ex-matchmaker (profissional responsável por casar as lutas) do extinto Strikeforce.

## História
Quando a Zuffa (Proprietária do UFC) comprou o rival Strikeforce em março de 2011, Shannon recebeu várias ligações de lutadoras que estavam com medo de que o Strikeforce encerrasse suas atividades, assim como aconteceu com o Pride FC quando foi comprado pela Zuffa. Um possível fim do Strikeforce era uma questão muito delicada para as lutadoras, pois, até então o UFC não havia promovido luta entre mulheres e dava indícios de quem não pretendia fazer isso. Shannon começou a olhar para essa questão, e se reuniu com Janet e elas reuniram o capital necessário.
Após mais de um ano de formação, a organização realizou o seu primeiro evento em 28 de abril de 2012. Tendo a ex-campeão do peso galo do Strikeforce Marloes Coenen enfrentando a francesa Romy Ruyssen na luta principal. O evento não foi televisionado, mas foi transmitido de forma gratuita por streaming, através do site do Invicta FC.
O Invicta FC realizou seu segundo evento em 28 de julho de 2012, e assim como o primeiro esse também foi disponibilizado através de streaming. A luta principal contou Sara McMann, medalhista de prata na luta greco-romana nas Olimpíadas de 2004, contra Baszler Shayna.

## Parcerias
Em 9 de junho, foi anunciado que o Invicta formou uma parceria estratégica com a JEWELS uma organização japonesa que também promove o MMA feminino, a parceria consiste em realizar combates entre as melhores lutadoras de ambas as organizações tanto nos Estados Unidos quanto no Japão.
Em 24 de setembro de 2012, Invicta anunciou uma parceria estratégica com a Super Fight League, que tinha como objetivo trazer as melhores lutadoras indianas ao Invicta, enquanto Invicta também enviaria suas lutadoras ao Super Fight League, e iria ajudar a marca a se popularizar.

## Disputas de Cinturão
Em 6 de outubro de 2012 o Invicta realizou seu terceiro evento e o primeiro valendo cinturão. Jessica Penne se tornou a primeira campeã peso-átomo (até 48 kg) ao finalizar Naho Sugiyama com um triângulo de mão aos 02:20 do 2° round.

## Regras básicas
O Invicta segue as regras unificadas de artes marciais mistas que foram originalmente estabelecidos pelo Conselho de Controle Atlético do Estado de Nova Jersey e modificado pela Comissão Atlética de Nevada.